# François Antoine Fasani
François Antoine Fasani  (Lucera, 6 août 1681 - Lucera, 29 novembre 1742) est un frère mineur conventuel reconnu saint par l'Église catholique.

## Biographie
François Antoine Fasani est né le 6 août 1681 à Lucera dans la région des Pouilles en Italie dans une famille très modeste mais très chrétienne. Ses parents avaient l'habitude de réciter le chapelet tous les soirs, devant une image de la Sainte Vierge.
Pour son éducation, il est confié aux frères mineurs conventuels (franciscains conventuels) du couvent Saint-Ange du sanctuaire de Monte Gargano. Il y entre comme novice en 1695, et l'année suivante, il y prononce ses vœux religieux.
Il est ordonné prêtre le 11 septembre 1705. Il continue aussi et achève ses études de philosophie à Assise et obtient le grade de Maître. Ce titre lui restera, puisqu'il sera appelé désormais Il Padre Maestro. Il commence à prêcher au Carême de 1707. Il parle avec clarté et simplicité, multipliant les exemples tirés de l'Écriture. Il invite vivement ses auditeurs à la conversion, et sa véhémence est souvent contestée par les rationalistes de ce siècle surtout quand il s'emploie à fustiger les vices ou les injustices sociales. 
Un témoin raconte : « Il prêchait avec une ferveur sensible, en sorte qu'il imprimait dans l'âme de ses auditeurs les vérités qu'il annonçait... Il parlait de la Sainte Mère de Dieu avec un tel transport de dévotion, une telle tendresse et une expression du visage si affectueuse, qu'il semblait qu'il avait eu un colloque face à face avec Elle ».
François Antoine consacre de nombreuses heures à la confession des fidèles. Il accueille avec bienveillance beaucoup de pénitents de la région des Pouilles et de la Molise.
Il meurt à Lucera le 29 novembre 1742. Toute la ville participera aux obsèques en pleurant « Notre saint Père Maître est mort ! »

### Le prédicateur de l'Immaculée
Depuis son enfance où la récitation du Rosaire était pratique permanente dans sa famille, François Antoine a toujours eu une profonde dévotion pour l'Immaculée. Il avait l'habitude de distribuer à ceux qui l'écoutaient des images pieuses de la Sainte Vierge en expliquant : « Si la Mère de Dieu est immaculée, c’est pour être le refuge des pécheurs ». Il répète inlassablement que Marie, ennemie du péché, est en même temps la Mère de miséricorde et la « porte du Ciel », qu'elle incite à prier, à fréquenter les sacrements de pénitence et d'Eucharistie, à écouter son Fils et à Le suivre.

### Le frère des pauvres
François Antoine vit très simplement, se contentant d'une simple paillasse, offrant ses vêtements aux miséreux qui en ont besoin. Pour eux, il quête de l'argent et des vêtements.
En 1721, le Pape Clément XI lui confie l’administration de la province franciscaine de Saint-Ange. Il se dépense sans compter pour protéger les plus pauvres, créant une banque de crédit au sein du couvent afin de permettre aux plus nécessiteux de pouvoir manger et se vêtir. 
Il sera dit de lui « À une époque caractérisée par une si grande insensibilité des puissants à l’égard des problèmes sociaux, notre saint se dépense avec une charité inépuisable pour l’élévation spirituelle et matérielle de son peuple. Ses préférences vont aux couches sociales les plus méprisées et les plus exploitées, surtout les humbles travailleurs des champs, les malades, les prisonniers. Il fait preuve d’initiatives géniales, sollicitant la coopération des classes plus aisées, réalisant ainsi des formes d’assistance concrète et capillaire, qui ont paru anticiper et annoncer les formes modernes d’assistance sociale ».

## Miracles
Plusieurs ont été observés de son vivant :
- Devant se défendre contre une accusation mensongère devant le Pape, il ne dit rien, et se contente de baiser humblement le pied du souverain pontife. Celui-ci qui souffrait de la goutte, se voit à l'instant guéri de son mal. Il reconnaît immédiatement l'innocence de François Antoine.

- Un jour qu'il était en chaire, en train de prêcher, son évêque lui demande de se taire, ce qu'il fait aussitôt. Quelque temps plus tard, l'évêque se sent très malade et réclame la présence du prêtre franciscain. Celui-ci n'y va pas, se contentant de répondre à ceux qui venaient le chercher : « Inutile, il a déjà reçu sa guérison de Marie Immaculée »

## Béatification, canonisation
- François Antoine Fasani a été béatifié le 15 avril 1951 par le Pape Pie XII.
- Il a été canonisé le 13 avril 1986 par le Pape Jean-Paul II. Ce dernier a dit de lui : « Prédicateur infatigable, saint Fasani n'atténua jamais les exigences du Message évangélique dans le désir de plaire aux hommes ». Fête le 29 novembre

## Sources
- Osservatore Romano: 1986 n.16 p.1-2